# Wolke Hegenbarth
Wolke Alma Hegenbarthová (* 6. května 1980, Meerbusch) je německá herečka. Její nejznámější rolí byla Alexandra "Alex" Degenhardtová, hlavní hrdinka televizního seriálu Mein Leben & Ich.

## Život a kariéra
Wolke Hegenbarthová vyrostla v Meerbusch-Osterath. "Wolke" (česky "mrak") není jejím uměleckým jménem. Po námitkách matričního úřadu získal její otec u soudu právo nazývat svou dceru tímto jménem. Ve čtyřech letech začala navštěvovat hodiny baletu. V roce 1995 byla na castingu v divadelním klubu objevena pro roli v seriálu Die Camper, což byla její první herecká zkušenost. V roce 1999 složila maturitu na Humboldtově gymnáziu v Kolíně nad Rýnem. Hegenbarthová je příbuzná komiksového kreslíře Hannese Hegena (rozeného Johannese Hegenbartha) a s malíři a grafiky Emanuelem a Josefa Hegenbarthovými.
V roce 2006 se zúčastnila první série taneční show RTL Let's Dance. Se svým tanečním partnerem, bývalým profesionálním tanečníkem Oliverem Seefeldtem, dosáhla druhého místa. Dne 30. června 2007 Hegenbarthová a bývalý profesionální tanečník Allan Frank vyhráli předběžné kolo soutěže Eurovision Dance Contest se ziskem 49 % všech hlasů. Protože Frank měl kvůli svému výcviku dálkového pilota velmi málo času, Hegenbarthová se Seefeldtem opět soutěžila v Eurovision Dance Contest a umístila se na osmém místě. Dne 18. října 2008 se Hegenbarthová zúčastnila TV total Turmspringen a se svým hereckým kolegou Steffenem Grothem se umístila na prvním místě v synchronizovaném potápění. Hegenbarthová také moderovala předávání cen COMET v roce 2004 a třetí ples v drážďanské opeře 18. ledna 2008.

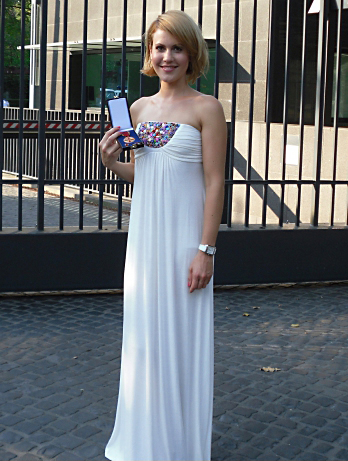
Wolke Hegenbarthová s medailí za zásluhy Spolkové republiky Německo v roce 2011

V roce 2004 získala Hegenbarthová Německou komediální cenu v kategorii Nejlepší herečka v komediálním seriálu a v letech 2005 a 2006 byla v této kategorii nominována znovu. Následovalo několik nominací na Německou televizní cenu . V roce 2011 získala ocenění „Best for Bike“ jako osobnost roku, která je přátelská k cyklistům. V témže roce jí byla udělena medaile Za zásluhy Spolkové republiky Německo za její sociální angažovanost. Byla také nominována na Zlatou slepici (Goldene Henne) v kategorii "Čtenářská cena za drama 2011".
Hegenbarthová byla v letech 2002-2012 provdaná za Jihoafričana. Žije v Berlíně. Začátkem září 2019 se stala matkou chlapce.
Wolke Hegenbarth se angažuje v humanitární organizaci Mercy Ships. Od roku 2013 se každý rok na několik týdnů stala dobrovolnicí na nemocniční lodi Africa Mercy. Hegenbarthová také podporuje charitativní organizaci Plan International a organizaci World Vision prostřednictvím dvou vlastních sponzorských darů pro děti a kampaně "Trotz AIDS". Kromě toho podporuje také projekt Ein Herz für Kinder.
V lednu 2022 se Hegenbarthová zúčastnila pořadu ProSieben The Masked Dancer jako „Myš“ a obsadila čtvrté místo.

## Filmografie (výběr)

### Filmy
- 1998, Freundinnen und andere Monster
- 1999, Ich liebe meine Familie, ehrlich
- 2003, Die Schönste aus Bitterfeld
- 2005, Playa del futuro
- 2008, Princ ze sousedství
- 2009, Saze štěstí
- 2010, Ztracena v Africe
- 2011, Barbara Wood: Srdce pro Indii
- 2019, Osudové léto v Toskánsku

### Seriály
- 1996, Zámecký hotel Orth
- 2001, Mein Leben & ich
- 2003, Speciální tým Kolín
- 2010, Kobra 11
- 2010, Policie Hamburk
- 2012, Alles Klara

### Divadlo
- 2002, Až přijde podzim. Divadelní hra Reného Heinersdorffa. Theater an der Kö, Düsseldorf

### Ostatní
- 2004, VIVA Comet 2004 (moderátor, RTL, VIVA, VIVA Plus)
- 2008, Ples v opeře v Drážďanech (moderátor, ARD)
- 2010, Die Schöne und der Hai (česky Kráska a žralok) (dokument, ARTE)